# Perdita sulphuripes
Perdita sulphuripes är en biart som beskrevs av Timberlake 1964. Perdita sulphuripes ingår i släktet Perdita och familjen grävbin. Inga underarter finns listade i Catalogue of Life.